# Dasyatis margarita
Espèce
Statut de conservation UICN

 EN A2bd+3bd+4bd : En danger
Dasyatis margarita est une espèce de raie.